# Karl Bogislaus Reichert
Karl Bogislaus Reichert, född den 20 december 1811 i Rastenburg i Ostpreussen, död den 21 december 1883 i Berlin, var en tysk anatom.
Reichert blev medicine doktor 1836, professor i anatomi i Dorpat 1843, i Breslau 1853 och i Berlin 1858. Reicherts arbeten berör huvudsakligen embryologin och histologin, bland vilkas ivrigaste och framgångsrikaste forskare han räknades. Även inom människans grövre anatomi gjorde han värdefulla undersökningar. Strängt konservativ i sina vetenskapliga åsikter, blev han mot slutet av sin levnad tämligen isolerad och delvis tillbakasatt. Bland Reicherts viktigare arbeten märks: Über die Viscerallogen der Wirbelthiere (1837), Das Entwicklungsleben im Wirbelthierreiche (1840), Der Bau des menschlichen Gehirnes (1859-61) och Die feinere Anatomie der Gehörschnecke (1864). Jämte Du Bois-Reymond utgav han, efter Johannes Peter Müllers död, Archiv für Anatomie, Physiologie und wissenschaftliche Medicin (1859-77).